# Beata Włodek
Beata Włodek (ur. 12 czerwca 1976) – polska lekkoatletka, specjalizująca się w skoku wzwyż, medalistka mistrzostw Polski.

## Kariera sportowa
Była zawodniczką AZS-AWF Gdańsk.
Na mistrzostwach Polski seniorek na otwartym stadionie zdobyła dwa srebrne medale w skoku wzwyż (1997, 1998).
Rekord życiowy w skoku wzwyż: 1,86 (27.06.1998).